# Даугавпилсская солнечная электростанция
Даугавпилсская солнечная электростанция — планировавшаяся к постройке солнечная электростанция в Даугавпилсе (в микрорайоне Черепово). Первая солнечная электростанция в Прибалтике.
Планировалось, что электростанция будет сдана в эксплуатацию в конце 2010 года.

## Основные характеристики
Предложение построить солнечную электростанцию в Даугавпилсе стало широко обсуждаться в начале 2009 года. До конца 2009 года должен был быть разработан проект станции, а с весны 2010 года будут осуществляться строительство. Площадь солнечных батарей даугавпилсской электростанции составит 36 480 квадратных метров, причём эти накопители энергии смогут вырабатывать электричество даже в облачную погоду. Под станцию выделен участок площадью 13 га, расположенный вдоль Даугавы. Мощность электростанции составит 4,6 МВт. По прогнозам, этого будет достаточно, чтобы удовлетворить потребности примерно 1/5 городского потребления электричества.
Строительство солнечной электростанции обойдется примерно в 16,5 млн. евро (11,5 млн. латов), из которых около 6 млн евро (4,2 млн латов) потребуется вложить в проектирование и строительство объекта, а оставшаяся сумма будет потрачена на закупку оборудования.

## Хронология строительства
- февраль 2010 года: закончено проектирование электростанции. Начать строительство планируется в апреле.
- апрель 2010 года: временная отсрочка строительства в связи с финансированием.[1][2]